# Cyonosaurus
Cyonosaurus es un género del suborden extinto Gorgonopsia, descrito por primera vez por Olson en 1937. El primer espécimen de Cyonosaurus, un C. longiceps, fue encontrado en el Karoo (Sudáfrica), en la zona de ensamblamiento de Cistecephalus, consistiendo en cráneo y mandíbula inferior, en muy buenas condiciones para su estudio. Se conocen cinco especies de este género: C. longiceps, C. kitchingi, C. rubidgei, C. broomianus y C. tenuirostris. Habitaron durante el período Pérmico tardío, y sus fósiles han sido hallados en Sudáfrica. Los individuos de este género tenían un tamaño que oscilaba entre 0,6 y 1,1 metros de longitud con un cráneo de entre 9 y 18 centímetros.